# Lingue hurro-urartee
Le lingue hurro-urartee, dette anche hurro-urartiane o asianiche, sono una famiglia linguistica, estintasi nel primo millennio a.C., estesa tra l'Anatolia orientale, il Caucaso minore e la Mesopotamia settentrionale fino a circa il 700 a.C. Si presume che la lingua proto-hurro-urartea fosse originariamente parlata nella cultura Kura-Araxes.

## Grammatica
Le due lingue, entrambe attestate in scrittura cuneiforme, presentano un allineamento ergativo e una morfologia generalmente agglutinante, nonostante una serie di fusioni morfemiche non del tutto prevedibili. Le lingue hurro-urartee sono caratterizzate anche dall'uso di suffissi nella loro morfologia derivativa e flessiva (che comprende dai dieci ai quindici casi grammaticali) e posposizioni nella sintassi. Entrambe sembrano prediligere l'ordine SOV, sebbene vi sia una variazione significativa, soprattutto in urarteo. In entrambe le lingue, i sostantivi possono ricevere un peculiare "suffisso anaforico" paragonabile, ma non identico, ad un articolo determinativo, e i modificatori nominali sono contrassegnati da suffixaufnahme. Nei verbi il tipo di valenza è segnalato da un apposito suffisso, il cosiddetto "marcatore di classe". Le complesse "catene" morfemiche di nomi e verbi seguono grossomodo le stesse sequenze morfemiche in entrambe le lingue. In entrambe le lingue, la sequenza presente nei sostantivi è radice – articolo – suffisso possessivo – suffisso plurale – suffisso del caso – suffixaufnahme. Nei verbi la porzione strutturale condivisa da entrambe le lingue è radice – marcatore di valenza – suffissi di persona. La maggior parte dei morfemi ha forme fonologiche abbastanza simili nelle due lingue.
Nonostante questa somiglianza strutturale, ci sono anche differenze significative. Nella fonologia l'hurrita scritto sembra distinguere solo una singola serie di ostruenti fonemici, senza distinzioni di fonazione contrastiva (la variazione di sonorità, sebbene visibile nella scrittura, era allofonica). Al contrario, l'urarteo scritto distingue tre differenti serie: sonora, sorda ed enfatica (forse glottizzata). L'urarteo è anche caratterizzato dall'apparente riduzione di alcune vocali finali di parola a schwa (Es. l'urarteo ulə e l'hurrita oli "un altro", l'urarteo eurišə e l'hurrita evrišše "signorilità", infine il pronome enclitico della terza persona plurale urarteo -lə e l'equivalente hurrita  -lla. Inoltre, i geminati hurriti sono assenti in urarteo.
Anche nella morfologia ci sono differenze, infatti, l'hurrita indica il plurale dei sostantivi attraverso lo speciale suffisso -až-, che in urarteo sopravvive solo fusa ad alcune desinenze di caso in forma fossile. L'hurrita indica chiaramente il tempo verbale o altri aspetti attraverso suffissi speciali (nello specifico, la forma non marcata è il tempo presente), mentre l'urarteo non mostra simili forme nei testi attestati (dove la forma non marcata ha la funzione di un tempo passato). L'hurrita presenta speciali suffissi verbali negativi (al fine di negare il verbo stesso) posti prima dei suffissi di accordo di persona ergative, l'urarteo, invece, non ha nulla di simile e usa invece particelle negative che sono anteposte al verbo. In hurrita, solo la persona del soggetto ergativo è contrassegnata obbligatoriamente attraverso un suffisso in una forma verbale, mentre il soggetto o l'oggetto assolutivo sono facoltativamente contrassegnati con un enclitico pronominale, il quale non deve essere collegato al verbo, ma può essere collegato a qualsiasi altra parola nella frase. In urarteo i suffissi ergativi e i clitici assoluti si sono fusi in un unico insieme di suffissi obbligatori che esprimono la persona sia dell'ergativo che dell'assolutivo e sono parte integrante del verbo. In generale, la profusione di clitici pronominali e congiunzionali mobili è una caratteristica dell'hurrita, in particolare in quello delle lettere di Amarna, ma ha pochi paralleli in urarteo.
L'urarteo è più prossimo alla cosiddetta "varietà antica" dell'hurrita, per lo più attestata nei documenti ittiti, che all'hurrita presente nelle lettere di Amarna. Ad esempio, entrambi usano -o-/-u-, piuttosto che -i-, come marcatore di valenza transitiva ed entrambi mostrano il suffisso plurale -it-, esprimendo il numero del soggetto ergativo e occupando una posizione prima del marcatore di valenza .

## Classificazione
Appare evidente tuttavia che le lingue hurro-urartee non siano imparentate né alla famiglia delle lingue indoeuropee tantomeno a quella delle lingue semitiche. Inoltre, al momento, non ci sono prove definitive di un rapporto fra le lingue hurro-urartee e altre famiglie linguistiche, pertanto la scelta più prudente è quella di classificarle come una famiglia indipendente.
La famiglia è composta da solo due lingue, l'hurrita e l'urarteo, tuttavia, è stato proposto che anche le confederazioni Azzi-Hayasa, Diaueḫi, Etiuni e Urumu, nonché i Mannei e i Nairi fossero popolazioni di lingua hurritica, anche se la scarsità di testimonianze non consente alcuna certezza. Altri possibili membri potrebbero essere la lingua gutea, la lingua cassita, la lingua lullubita la lingua hattica e la lingua kaskea, le quali, però, sono troppo scarsamente attestate per trarre conclusioni definitive. Francfort e Tremblay hanno proposto d'individuare nella cultura nel complesso archeologico battriano-margiano, che nelle fonti accadiche viene chiamata Marhashi, un gruppo parlante una variante orientale dell'hurrita o un'altra lingua della famiglia linguistica hurro-urartea.

## Possibili parentele
Una delle prime ipotesi ha cercato d'individuare un collegamento tra le lingue hurro-urartee e l'elamita, anch'essa lingua chiaramente non-indoeuropea e non-semitica presente nella regione del Vicino Oriente antico, mentre Alexei Kassian ha messo in evidenza alcune corrispondenze lessicali tra lingue hurro-urartee e il sumerico, che indicano almeno un possibile contatto precoce tra le due culture.
Con altre ipotesi si è provato ad accostare le lingue hurro-urartee alle lingue cartveliche, alle lingue caucasiche nordoccidentali e alle lingue caucasiche nordorientali. In particolare, quest'ultima ipotesi è stata sostenuta dai linguisti russi Diakonoff e Starostin, che hanno proposto la creazione di una famiglia linguistica alarodiana. Il nome è stato proposto a partire da una citazione di Erodoto, che chiama "alarodiani" gli Urartei, accostandoli ai Colchi e ai Saspiri. Tuttavia, i Colchi e i Saspiri, in genere, sono rispettivamente identificati con gruppi cartvelici e sciti. L'uralicista e indoeuropeista Petri Kallio sostiene che l'ipotesi alarodiana sia promettente, preferendola ad altre teorie omologhe, al contempo affermando che non esiste totale consenso accademico nemmeno sui rapporti interni al gruppo caucasico nordorientale, pertanto ogni ulteriore conclusione sarebbe pura speculazione. Anche altri studiosi concordano sul fatto che non esistano prove definitive riguardo alla parentela tra queste due famiglie linguistiche, tuttavia, la maggioranza degli esperti ha espresso perplessità in merito a una possibile parentela tra le lingue hurro-urartee e i vari gruppi di lingue caucasiche. Tra questi ultimi si colloca anche il celebre urartologo Paul Zimansky, il quale ha respinto la possibilità che esista una famiglia linguistica alarodiana così come è stata descritta da Diakonoff e Starostin.